# Informační zdroj
Informační zdroj (také informační pramen či zdroj informací) lze definovat jako „prostředek společenské komunikace tvořený množinou informací a sloužící k jejich záznamu nebo přenosu v čase a prostoru“. Elektronický informační zdroj je pak charakterizován jako „informační zdroj, který je uchováván v elektronické podobě a je dostupný v prostředí počítačových sítí nebo prostřednictvím jiných technologií distribuce digitálních dat“.